# George E. Mylonas

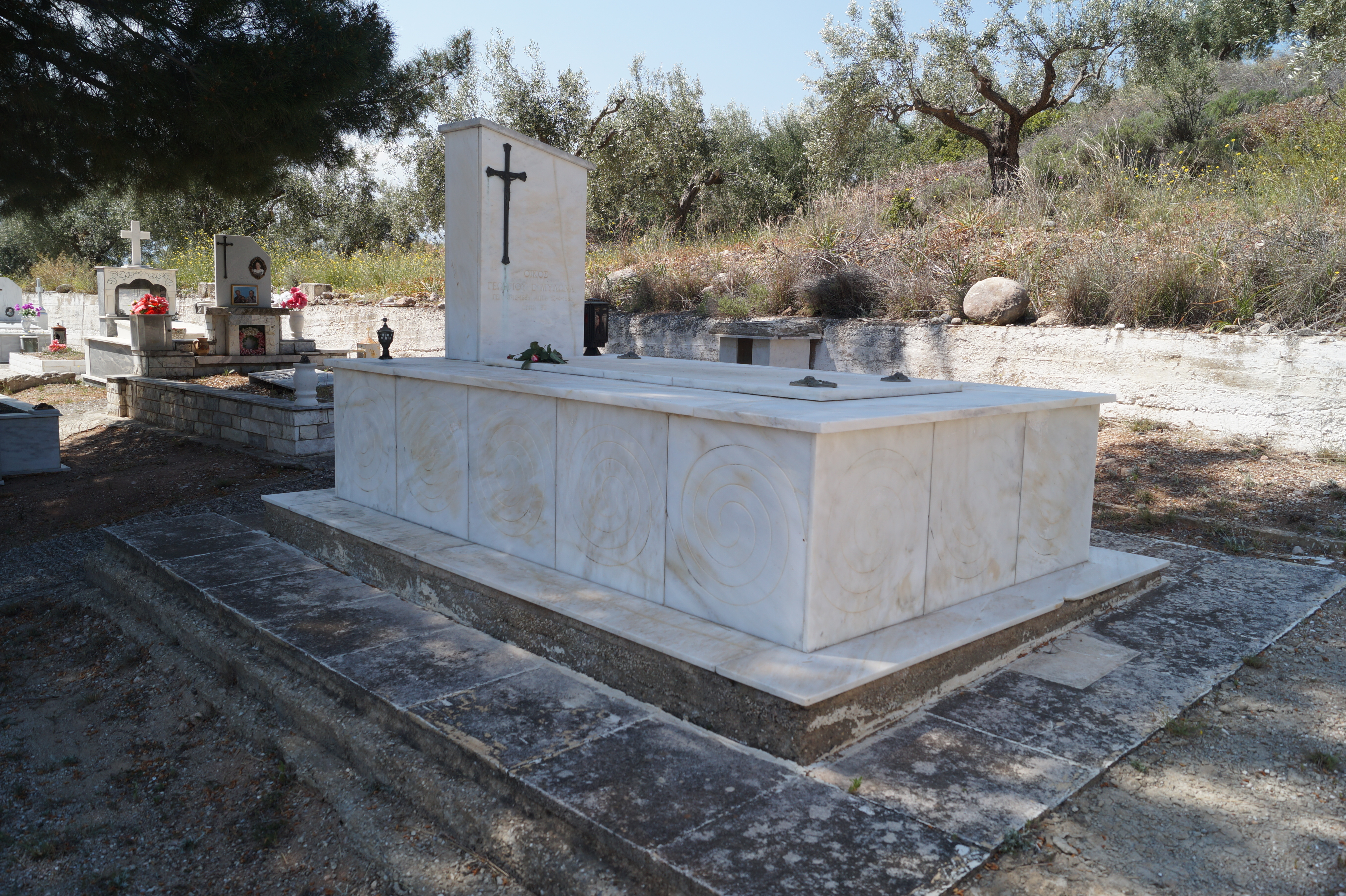
Grab von George E. Mylonas in Mykines, Griechenland

George Emmanuel Mylonas (griechisch Γεώργιος Εμμανουήλ Μυλωνάς, * 9. Dezember 1898 in Smyrna, Osmanisches Reich; † 15. April 1988 in Griechenland) war ein US-amerikanischer Klassischer Archäologe griechischer Abstammung.
Nach dem Schulbesuch in Smyrna studierte er Altertumswissenschaften an der Universität Athen. Im Griechisch-Türkischen Krieg von 1921 bis 1922 kämpfte er auf griechischer Seite in seiner Heimat Kleinasien und kehrte als Flüchtling 1923 nach Athen zurück. Hier fand er eine Stelle an der American School of Classical Studies als Assistent von Stuart Thompson. 1928 wurde er mit einer Arbeit zum Neolithikum in Griechenland in Athen promoviert. 1928 erlangte er bei David Moore Robinson an der Johns Hopkins University in Baltimore seinen zweiten Doktorgrad.
Er wurde 1933 Professor für Klassische Archäologie an der Washington University in St. Louis und lehrte dort bis zu seiner Emeritierung 1968. Nach dem Erwerb der US-amerikanischen Staatsbürgerschaft 1937 war er zeitweise auch Präsident der Archaeological Society. 1961 wurde er in die American Academy of Arts and Sciences gewählt.
Nach seiner Emeritierung kehrte er nach Griechenland zurück und war dort von 1979 bis zu seinem Tode Generalsekretär der Archäologischen Gesellschaft Athen. Zu den bekanntesten Ergebnissen seiner Ausgrabungen gehören die bronzezeitlichen Funde aus Agios Kosmas, die jungsteinzeitlichen Funde aus der Nähe von Olynth sowie die Entdeckung des äußeren Gräberkreises in Mykene. Er setzte sich für den Bau eines neuen Museums in Mykene ein, um die von ihm gemachten neuen Funde unterbringen zu können. Dieses Museum wurde jedoch erst 19 Jahre nah seinem Tod fertiggestellt. Seine letzte Ruhe fand George Mylonas auf dem Friedhof von Mykines.
Seine Tochter Ione (1936–2005) wurde gleichfalls Archäologin und arbeitete auf vielen Ausgrabungen mit ihrem Vater zusammen. Sie war mit dem Archäologen T. Leslie Shear, Jr. verheiratet.

## Veröffentlichungen (Auswahl)
- The Balkan States. An Introduction to Their History. 1946.
- (Hrsg.): Studies presented to David M. Robinson, St. Louis 1953
- Mycenae: The Capital City of Agamemnon. 1957.
- Mycenae and the Mycenaean Age. 1966.
- Grave Circle B of Mycenae. 1972.
  - Griechische Fassung: Ο ταφικός κύκλος Β των Μυκηνών. 1973
- Eleusis and the Eleusinian Mysteries. 3. Auflage, Princeton University Press, Princeton 1974, ISBN 0-691-00205-3 (Originalausgabe: 1932).
- Mycenae. A Guide to Its Ruins and Its History. 1981.
  - Deutsche Übersetzung: Mykene. Ein Führer zu seinen Ruinen und seine Geschichte. Ekdotike Athenon, Athen 1993, ISBN 960-213-213-2
- Mycenae Rich in Gold. 1983.